# Эльзе (приток Верре)
Эльзе (нем. Else) — река в Германии, протекает по земле Северный Рейн-Вестфалия и Нижняя Саксония. Приток реки Верре. Появилась в результате бифуркации рек.

## География
Длина реки — 35,2 км. Высота истока 79,9 м. Высота устья 52 м.
У реки нет природного истока, поскольку она является искусственным речным образованием и берёт начало у Гесмольда (коммуна Мелле) в Нижней Саксонии, где ответвляется от реки Хазе. В прошлом важное значение для выживания человека играл источник воды, отчего часто искусственно отводились каналы, менялись русла рек. Вероятно, река Эльзе была одним из рукотворных рукавов реки Хазе. Хазе течёт на северо-восток к Эмсу, а Эльзе течёт на восток в направлении Везера.

Течение реки Эльзе

## Бассейн реки
Площадь бассейна реки составляет 415,518 км². На этих территориях проживает около 100 тысяч человек. Река протекает через следующие коммуны:
- Мелле
- Рёдингхаузен
- Бюнде
- Кирхленгерн
- Лёне

В зону бассейна реки полностью или частично входят:
- Шпенге
- Энгер
- Хидденхаузен
- Вертер
- Боргхольцхаузен

## Природа
В землях Северного Рейн-Вестфалии с 1994—1995 годов образованы две природоохранные зоны с единым названием Эльзеауэ (нем. Elseaue — дословно «пойма реки Эльзе») размером 117 га на 3,5-км побережье Эльзе, южнее железнодорожного сообщения Лёне — Оснабрюк. На лугах сохранились свидетельства прежнего русла реки. Набережная преимущественно отведена под пастбища и сельское хозяйство. Высокие покатые берега являются средой обитания обыкновенного зимородка.

## Туризм
На реке развита гребля на байдарках и каноэ, рыбалка. Также идущая вдоль реки велосипедная дорога Эльзе-Верре тянется от устья реки Верре до Везера.

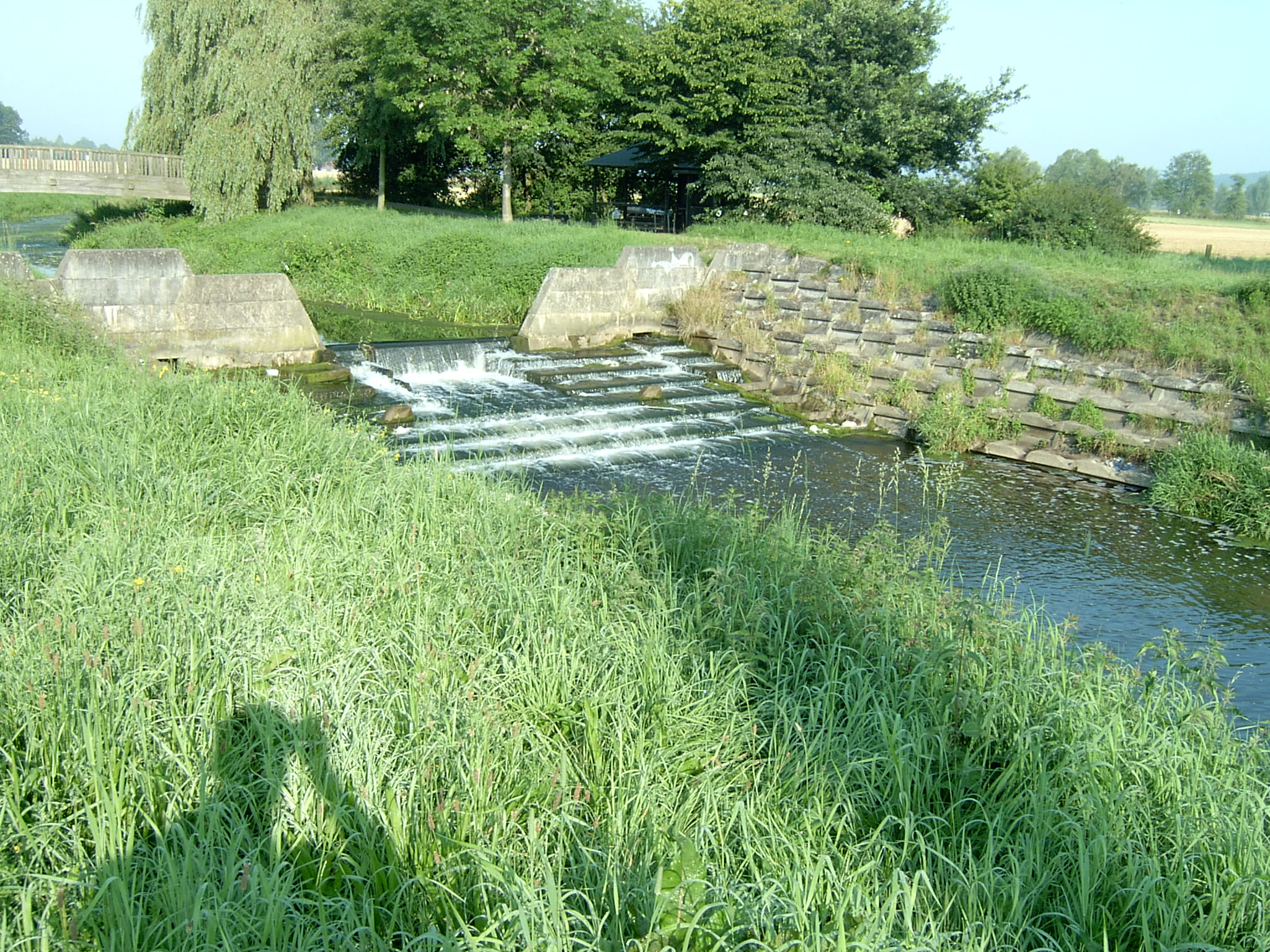
Река между Рёдингхаузеном и Брухмюленом
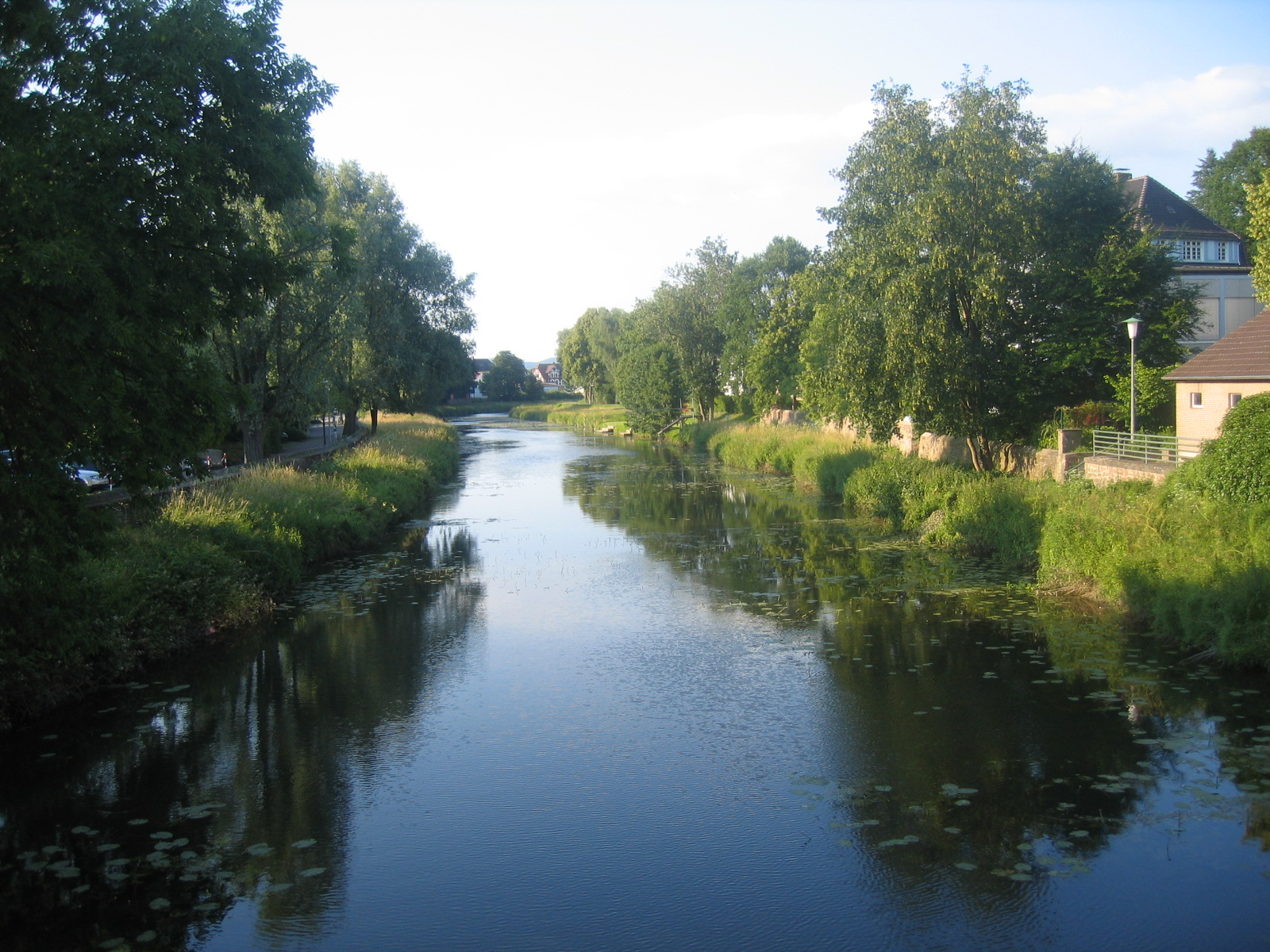
Река в Бюнде
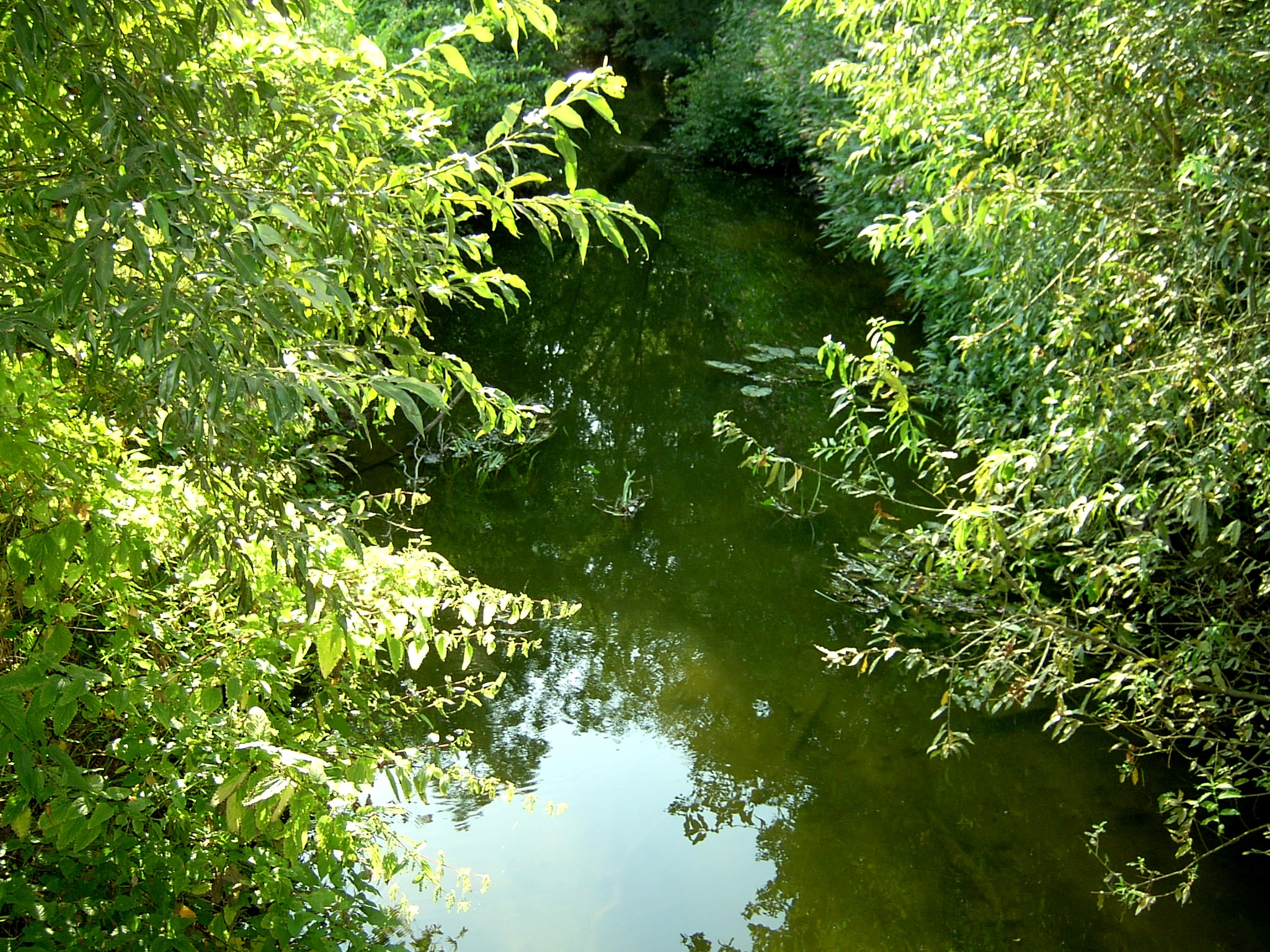
Приток реки Neue Else в Бюнде
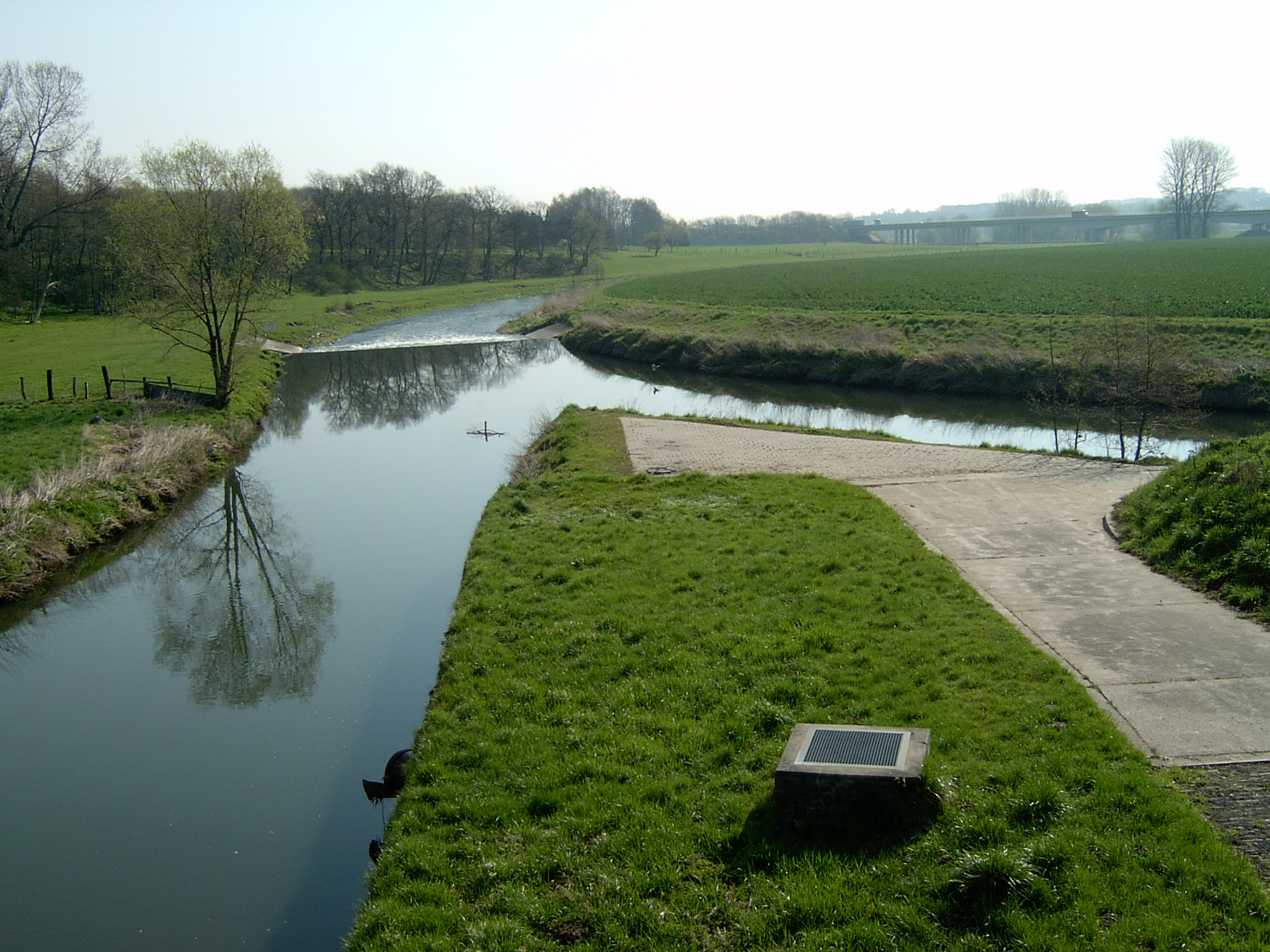
Слияние рек Эльзе (слева) и Верре (справа и далее).
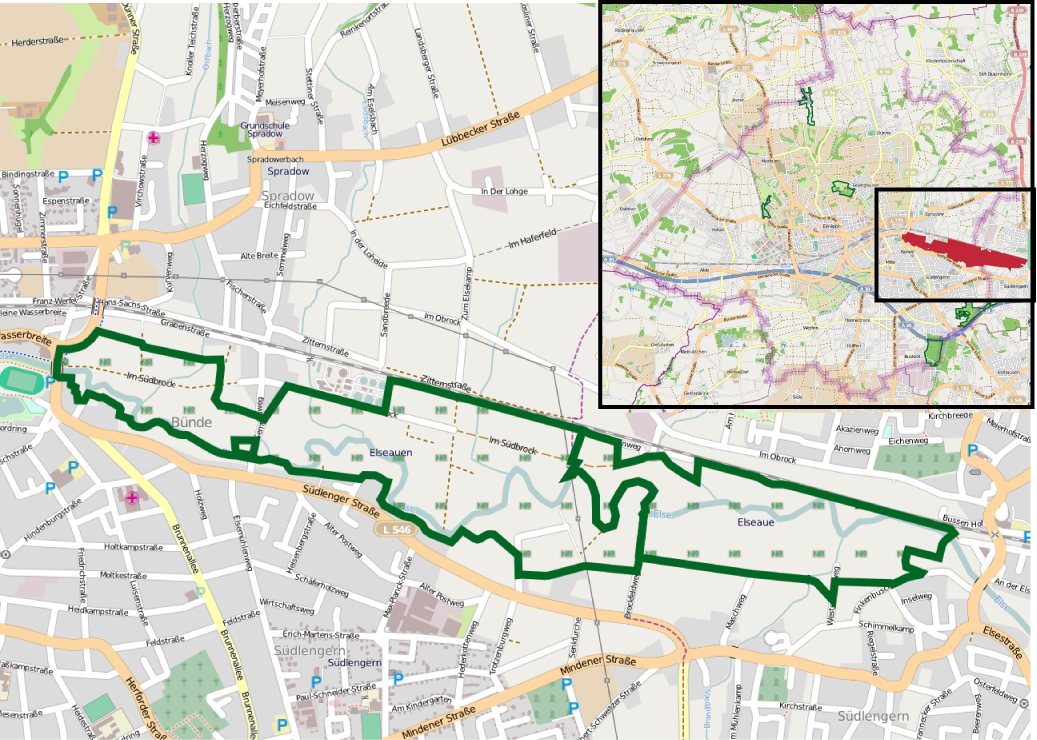
Территория природоохранной зоны